# Parafia św. Marii w Gatton
Parafia św. Marii w Gatton – parafia rzymskokatolicka, należąca do archidiecezji Brisbane.
Przy parafii funkcjonuje katolicka szkoła podstawowa Matki Bożej Dobrej Rady.